# Valeyrac
Valeyrac är en kommun i departementet Gironde i regionen Nouvelle-Aquitaine i sydvästra Frankrike. Kommunen ligger i kantonen Lesparre-Médoc som tillhör arrondissementet Lesparre-Médoc. År 2022 hade Valeyrac 544 invånare.

## Befolkningsutveckling
Antalet invånare i kommunen Valeyrac
Referens:INSEE